# Amelora crypsigramma
Amelora crypsigramma là một loài bướm đêm trong họ Geometridae.